# Regius Professor of Feudal and English Law (Dublin)
Der Regius Professor of Feudal and English Law ist eine 1761 von König Georg III. gestiftete Regius Professur für Rechtswissenschaften am Trinity College in Dublin.

## Geschichte der Professur
Nachdem Heinrich VIII. das kanonische Recht abgeschafft hatte, versuchte er gleichzeitig das zivile Recht (Civil Law) zu stärken. Hierzu gründete er zwei Lehrstühle, den Regius Professor of Civil Law an der University of Oxford und einen gleichnamigen Lehrstuhl an der University of Cambridge. Es entstand eine Situation, in der die Rechtstradition Englands sich von der Entwicklung auf dem europäischen Kontinent abkoppelte.
In Irland war die Situation ähnlich, wobei hier noch die irische Tradition der Brehon Laws hinzugerechnet werden muss. Das Fehlen einer universitären Juristenausbildung in Irland führte zur Forderung, ein Student müsse in England studiert haben, bevor er in Irland zur Anwaltschaft zugelassen werden könne. Das führte dazu, dass die finanziellen Mittel einen wesentlich höheren Einfluss auf die Ausbildung hatten und zu einem kreativen Umgang mit den Regeln. Die Fähigkeiten der Juristen aber wurden dadurch nicht verbessert.
1761 stiftete Georg III. die Professur unter bestimmten Auflagen. Ein Kandidat musste ein Barrister mit mindestens zwei Jahren Erfahrung sein. Gewählt wurde er durch den Provost und hochrangige Fellows auf eine vorgegebene Zeit oder auf Lebenszeit. Handelte es sich beim Gewählten um einen Fellow des Colleges, so musste er auf seine Fellowship im College verzichten, wenn er auf Lebenszeit berufen wurde. Diese Maßnahme sowie die Entlohnung von 360 Pfund pro Jahr, fast das Doppelte des entsprechenden Lehrstuhls in Oxford, stellten sicher, dass der Inhaber von der Obrigkeit der Universität gut geschützt war.:128
Der Lehrstuhl setzte Dublin an die Spitze einer juristischen Reform.:128 Der Lehrstuhl stand für die folgenden drei Jahrzehnte nur hinter Oxford und Cambridge zurück.
Der erste Professor, Francis Stoughton Sullivan (1719 - ), Sohn eines Militäroffiziers, hatte sein Studium am Trinity College Dublin in einer atemberaubend kurzen Zeit B.A. als 17-Jähriger, 1736, absolviert. Schon mit 19 Jahren wurde er zum Fellow des Colleges gewählt. Seine Registrierung in Londons Middle Temple, 1742, brachte ihm 1746 die Zulassung zum Praktizieren in Irland. 1750 wurde er zum Regius Professor of Civil Law. 1761 übernahm er als erster Professor den Lehrstuhl für Feudal and English Law.

## Inhaber
| Name                               | Namenszusatz        | von  | bis           | Anmerkung |
| ---------------------------------- | ------------------- | ---- | ------------- | --- |
| Francis Stoughton Sullivan:127:468 | LL.D.               | 1761 | 1766          | Sullivan wurde als jüngstes Mitglied mit nur 19 Jahren Fellow am Trinity College. 1750 wurde er zum Regius Professor of Laws. Die Professur für Feudal and English Law besetzte er als erster. Neben Jura lehrte er auch Griechisch (1755–1758) sowie Geschichte (1759–1760).:128 |
| Patrick Palmer:468                 | LL.D.               | 1766 | 1776          | Palmer konnte sich in seinen Leistungen und seinem Können nicht an Sullivan messen. |
| Patrick Duigenan:468               | LL.D.               | 1776 | 1816          | Duigenan war der Sohn eines Schulleiters der St. Bride’s Parish School. Nach Sullivans Wechsel zum Feudal and English Law hatte er die Regius Chair of Civil Law übernommen. 1776 wurde die Entlohnung der Professur für Feudal and English Law auf Betreiben des Provosts der Universität Hutchinson von 360 auf 460 Pfund erhöht, um Duigenan zur Aufgabe seiner Fellowship zu bewegen, die er nach Bezug der Professur nicht mehr halten durfte. Duigenan ging auf das Angebot ein. Als er 1777 nicht mehr dem Machtbereich des Provosts untergeordnet war, veröffentlichte er ein Pamphlet, in dem er Hutchinson erbarmungslos bloßstellte. So trug er mehr zur Unterhaltung als zur Lehre in Dublin bei. Während er die Professur hielt wurde er Parlamentsmitglied für den Bezirk Armagh. Später diente er zusätzlich noch als Richter. Trotz all dieser Tätigkeiten gab er die Professur nicht auf und hielt diese bis zu seinem Tod 1816. |
| Philip Cecil Crampton:468          | D.C.L., LL.D.       | 1817 | 1834          | Crampton übernahm die Professur 1817. Diese verließ er erst, als er zum Generalanwalt befördert wurde. |
| Samuel Mountifort Longfield:468    | M.A., LL.D.         | 1834 | 21. Nov. 1884 | 1832 war Longfield der erste Professor für politische Ökonomie am Trinity College geworden. Er gab die Professur und die Fellowship auf, um die Regius Professur zu übernehmen. Wie seine Vorgänger sah er in weiteren Ämtern kein Problem und so teilte er seine Aufmerksamkeit auf verschiedene Tätigkeiten auf. |
| Edmund Thomas Bewley:468           | M.A., LL.D., F.S.A. | 1884 | 1890          | Bewley verließ die Professur, um einen Platz als Richter im höchsten irischen Gericht einzunehmen. |
| George Vaughan Hart:468            |                     | 1890 | 1909          | |
| James Sinclair Baxter              | LL.D.               | 1909 |               | |
| Nicht mehr vergeben                |                     | 1934 |               | Ab 1934 wurde die Professur mit dem Regius Chair of Law verschmolzen und nicht mehr eigenständig vergeben. |